# متحف الحلي والأزياء
متحف الحلي والأزياء، هو متحف شعبي للحلي والأزياء الشعبية، تأسس عام 1971 في مدينة عمّان، وقد أُنشئ هذا المتحف في الجهة الشرقية من المدرج الروماني وسط العاصمة الأردنية.

## الأهداف
```
من أهم أهدافه جمع التراث الشعبي 
الأردني
 
والفلسطيني
 من كافة المناطق على ضفتي 
نهر الأردن
 ومن بقية بلاد الشام، بهدف حفظ وصيانة هذا التراث من الاندثار، وعرضه على الأجيال القادمة. كما يهدف المتحف إلى تقديم تراثنا إلى العالم وإبرازه بأبهى حلله من خلال عرضه بطريقة ملائمة وجميلة.
```

## المحتويات
يحتوي المتحف على أربع قاعات للعرض، خصصت القاعة الأولى منها لعرض الأزياء الشعبية الأردنية من مختلف المناطق. إما القاعة الثانية فتعرض فيها مجموعة من أزياء الضفة الغربية. وتعرض في القاعة الثالثة مجموعة من أدوات الطبخ الشعبية المصنوعة من الفخار والخشب بالإضافة إلى مجموعة من الحلي والملابس الفضية وملابس العروس. إما القاعة الرابعة الموجودة في القبو التابع للمدرج الروماني، فتعرض فيها مجموعة من الفسيفساء من كنائس جرش ومادبا.

## صور

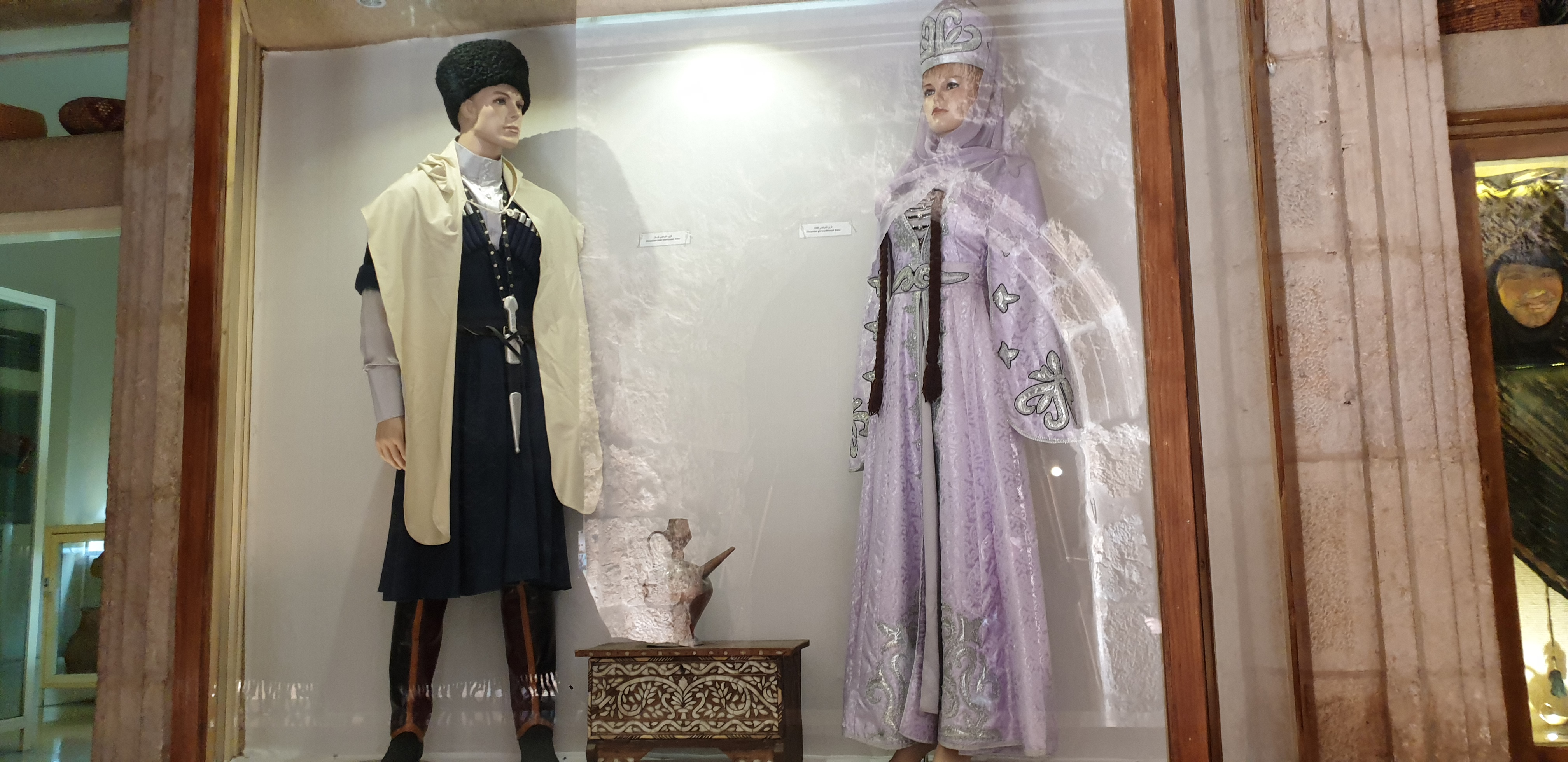
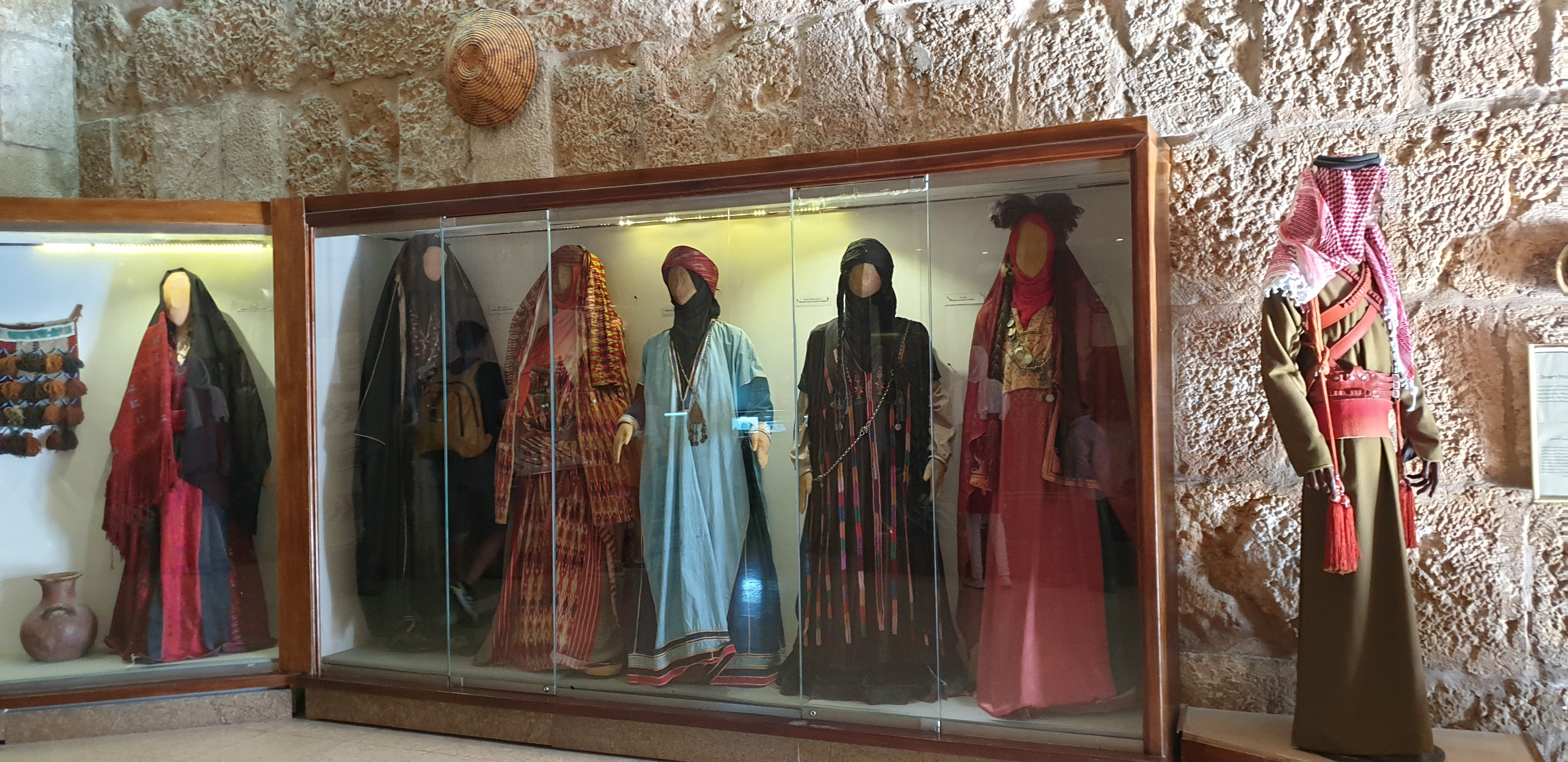
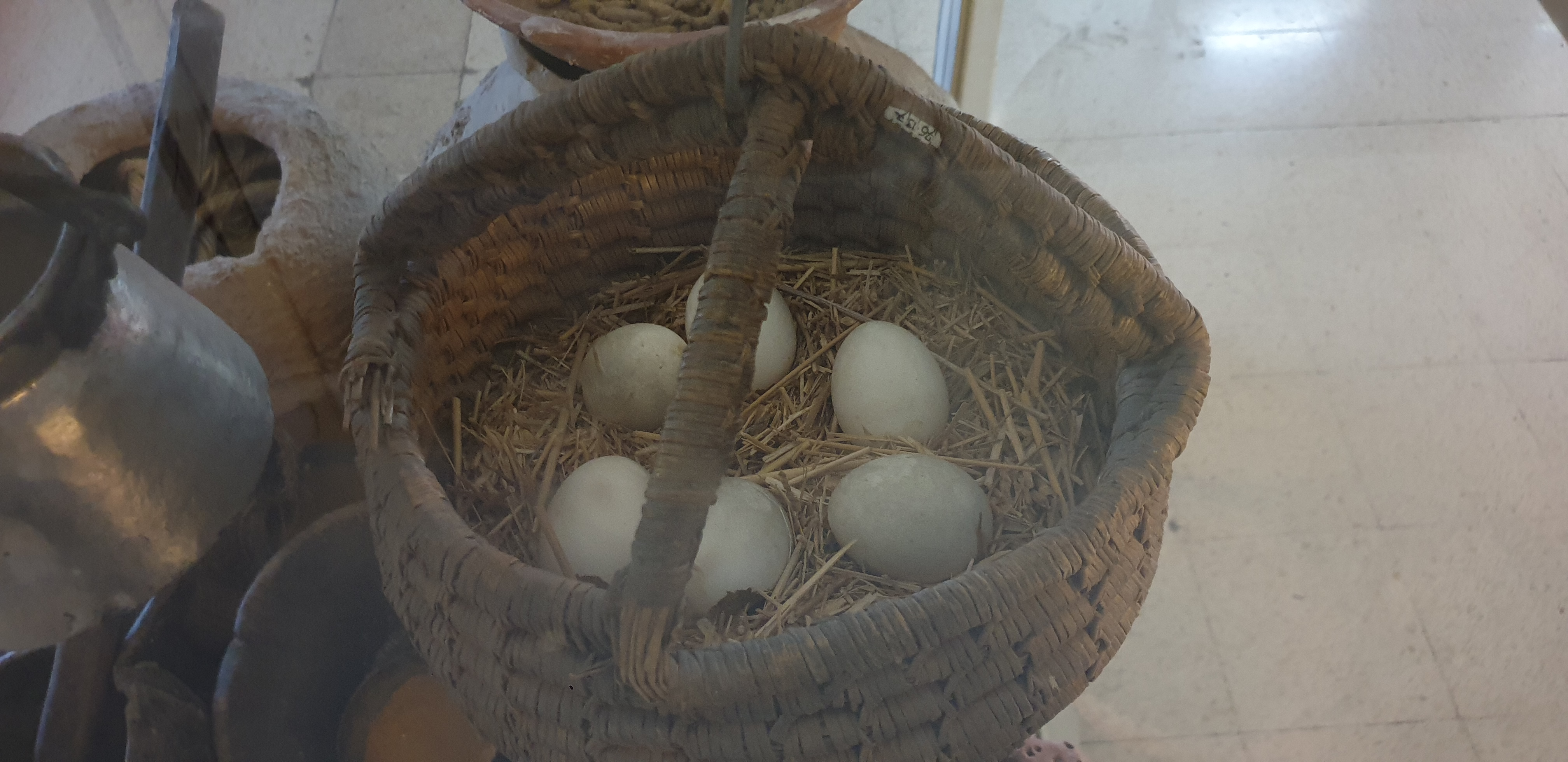
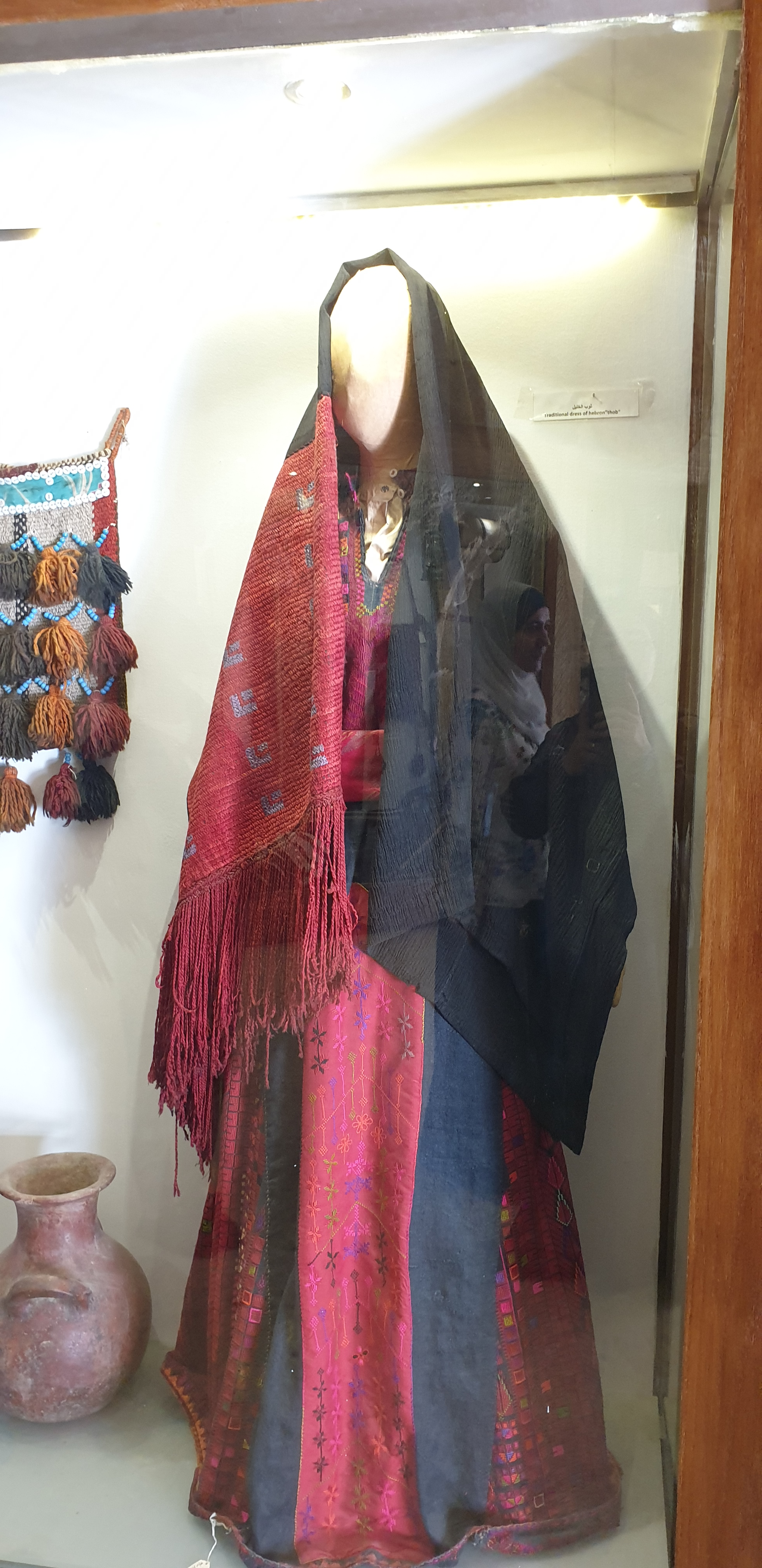